# Монастырь Мар-Авген
Монастырь Мар-Авген (сир. ܕܝܪܐ ܕܡܪܝ ܐܘܓܝܢ - Дайра дмари Авген) — один из шести действующих монастырей Сиро-Яковитской церкви, расположен в провинции Мардин в Турции около сирийской границы.
По церковным источникам основателем монастыря считается преподобный Евгений (Мар Авген, ум. 363, «Мара» по-ассирийский — «господин», «Авген» — Евгений). Согласно житию Евгений родился в Клисме в Египте, в течение 25 лет был ловцом жемчуга, принял монашество у Пахомия Великого, а потом стал инициатором переселения группы из 70-ти монахов из Египта в Верхнюю Месопотамию на границу Римской и Сасанидской империй. Поселившись на склонах горы Изла (к северо-востоку от Нисибина) в области Тур Абдина, сподвижники Мар Авгена основали один из первых в Азии христианских общежитийных монастырей. К концу жизни Мар Авгена община насчитывала около 350 монахов. По сирийской традиции св. Мар Авген считается основателем монашества в Персии. Воспользовавшись расположением персидского шаха Шапура II он получил разрешение на строительство монастырей в Бет-Хузайе (в Хузестане на юго-западе Ирана).
Монастырь известен в начале XII в. и в XV—XVI вв. как несторианский, а с XVII века как монофизитский. Примерно с 1983 года в монастыре никто не жил, он был разрушен курдами. В 1996 году создан возрождённый монастырь Мар-Авген в швейцарском Арте в качестве второго монастыря Сиро-Яковитской церкви в Европе. В 2011 году сообщается о появлении одного монашествующего в старом монастыре.